# Frédéric Manning
Frédéric Manning,  né à Sydney le 22 juillet 1882 et mort à Hampstead le 22 février 1935, est un poète et romancier d'origine australienne, mais qui écrivit et vécut l'essentiel de sa vie en Angleterre. 

## Biographie

### Jeunesse et formation
Frédéric Manning était l'un des huit enfants de William Patrick Manning, homme politique australien. Sa famille était catholique et d'origine irlandaise. À cause de sa maladie — il souffrait d'asthme — Manning suivit une scolarité à domicile. Adolescent, il se lia d'amitié avec le révérend Arthur Galton, un homme érudit qui était secrétaire du gouverneur de la Nouvelle-Galles du Sud. En 1889, Galton rentra chez lui, en Angleterre ; Manning l'accompagna. Il ne revint en Australie qu'en 1900 mais retourna en Angleterre en 1903.

### Les premières années en Angleterre
Installé avec Galton, dans le sud du Lincolnshire, Manning consacra son temps à étudier et lire les auteurs classiques et la philosophie, sous l'influence dominatrice de Galton. Il fit plusieurs tentatives infructueuses pour écrire un roman historique, et en 1907 publia son premier livre, La Vigile de Brunhild , qui était un monologue écrit en vers. Scènes et Portraits suivit en 1909, c'était une discussion sur des sujets religieux écrits sous la forme d'une série de débats où les participants étaient de grands auteurs du passé, comme Socrate, François d'Assise et Thomas Cromwell. Ces livres obtinrent une certaine notoriété dans les milieux littéraires mais n'eurent pas la faveur du public. 
Dans les années proches de la Première Guerre mondiale, Manning fréquenta les cercles artistiques londoniens et devint ami avec Max Beerbohm et William Rothenstein, et les poètes Ezra Pound et Richard Aldington.

### L'épreuve de la Première Guerre mondiale
Lorsque la guerre éclata, Manning voulut s'enrôler, peut-être pour échapper à un environnement étouffant et pour élargir ses horizons. Sa constitution fragile l'empêcha d'être recruté en 1914, mais en octobre 1915, après plusieurs tentatives, sa persévérance paya et il fut incorporé dans le Shropshire Light Infantry King. 
Envoyé en France en 1916, Manning subit son baptême du feu avec le 7e bataillon à la bataille de la Somme. Il fut promu au grade de caporal. Après avoir suivi une formation d'officier, il fut affecté en Irlande en mai 1917 en tant que lieutenant en second dans le Royal Irish Regiment, mais Manning démissionna, le 28 février 1918. 

### Poursuite de la carrière littéraire
Manning continua à écrire. En 1917, il publia un recueil de poèmes sous le titre Ediola. Il contribua à la publication d'anthologies poétiques et de périodiques, par exemple, pour le Monthly Chapbook, édité par Harold Monro, contenant vingt-trois poèmes d'écrivains dont John Alford, Herbert Read, Walter De La Mare, Osbert Sitwell  Siegfried Sassoon, D.H. Lawrence, Edith Sitwell, Robert Nichols, Rose Macaulay et W.H. Davies... Il écrivit aussi pour The Criterion, sous la direction de T.S. Eliot.
En 1923, Manning écrivit La vie de Sir William White, une biographie de l'homme qui, en tant que directeur de la construction navale, avait dirigé la Royal Navy dans les dernières années du XIXe siècle. Galton était mort en 1921, le laissant sans protecteur. Il vécut alors la plupart du temps à l'Hôtel Bull de Bourne, à part une courte période où il fut propriétaire d'une ferme à Surrey. À cette époque, il était ami avec T.E. Lawrence, puis servit dans la Royal Air Force à RAF Cranwell, à une vingtaine de miles d'où Manning vivait. En 1926, il contribua à la préface d'une édition de La Morale d'Épicure de Walter Charleton.
Comme dans les années 1920 la demande du public se tourna sur les récits de guerre, Davies exhorta Manning à utiliser son talent pour écrire un roman sur son expérience de la guerre. Le livre, intitulé Fortune, est un récit dans la langue vernaculaire des soldats. Le personnage central nommé Bourne est le filtre à travers lequel les propres expériences de Manning sont transposées dans la vie d'un groupe d'hommes liés par la camaraderie et traversé par des conflits. Bourne est un personnage énigmatique détaché (un autoportrait de l'auteur), qui laisse chacun des protagonistes seul avec ses pensées.

### Au bout du chemin
Frédéric Manning ne se marie jamais. Ses biographes suggèrent qu'il évitait l'intimité, et que son hôte de longue date Galton et les hôtesses des salons littéraires qu'il visitait doivent être considérés comme des parents de substitution. Comme son héros Bourne, Manning était une personne secrète.
Manning meurt de maladies respiratoires à Hampstead. Il est enterré au cimetière de Kensal Green.